# Raimund Schirmeister
Raimund Schirmeister (* 21. Februar 1951 in St. Blasien) ist ein deutscher Wirtschaftswissenschaftler.

## Leben
Schirmeister studierte an der Albert-Ludwigs-Universität Freiburg im Breisgau die Fächer Mathematik, Physik und Wirtschaftswissenschaft (1969 bis 1975) und promovierte dort 1979 mit einer Arbeit über Modell und Entscheidung: Möglichkeiten und Grenzen der. Anwendung von Modellen zur Alternativenbewertung im Entscheidungsprozess der Unternehmung. Er habilitierte sich in Freiburg 1988 über die Theorie finanzmathematischer Investitionsrechnungen bei unvollkommenem Kapitalmarkt und erhielt 1989 ebenfalls von dort eine Venia legendi für das Fach Betriebswirtschaftslehre.
Er war anschließend Universitätsprofessor für Betriebswirtschaftslehre an den Universitäten Augsburg (1990 bis 1991), Köln (1990 bis 1992) und Essen (1992). Vom Wintersemester 1992/93 bis zu seiner Pensionierung im Sommersemester 2016 hatte er den Lehrstuhl für Betriebswirtschaftslehre, insbesondere Finanzierung und Investition an der Heinrich-Heine-Universität Düsseldorf inne. Von 2000 bis 2002 amtierte er dort als Dekan der Wirtschaftswissenschaftlichen Fakultät und von 2003 bis 2007 als Prorektor für Planung und Finanzen.
Seit 1994 ist er Mitglied im Prüfungsausschuss für Wirtschaftsprüfer bei der Wirtschaftsprüferkammer Düsseldorf. Von deren Gründung bis zur Mitte des Jahres 2016 saß er dem Wissenschaftlichen Beirat der Düsseldorf Business School vor.